# Maria Borges
Pour les articles homonymes, voir Borges.
Maria Borges, née le 28 octobre 1992 à Luanda, est une mannequin angolaise.

## Biographie
Maria Borges est née dans la capitale de l'Angola, une ville en pleine expansion, avec 2 millions d'habitants à l'époque et 7 millions en 2015. Elle grandit pendant la guerre civile angolaise. En 2010, elle termine deuxième lors de l'édition angolaise du concours Elite Model Look,.
Elle multiplie ensuite les présences dans les défilés, notamment pour Givenchy pour qui elle a été en exclusivité dans sa deuxième saison. En 2013, 2014, et 2015 elle participe au Fashion Show de Victoria’s Secret, et est le premier mannequin noir défilant pour Victoria’s Secret tout en portant ses cheveux afro naturels,.  Elle est actuellement sous contrat avec les agences Women Management, Elite Model Management, Mega Model Agency, Supreme Management, et Way Model Management.

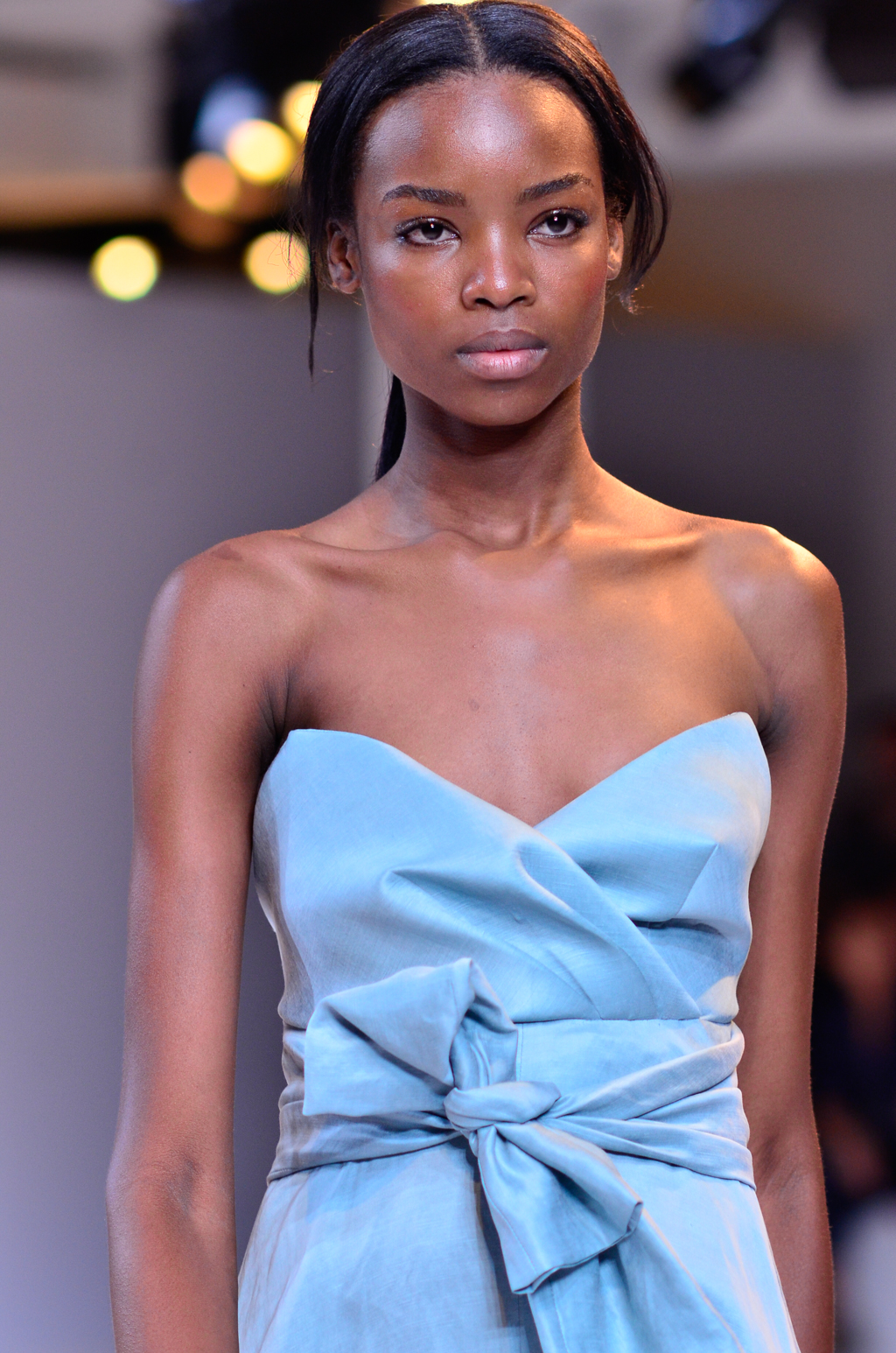
Maria Borges en 2014.